# 真像寺
真像寺是位于中国河北省石家庄市桥西区南简良村的一座汉传佛教寺院。

## 历史
真像寺所在地旧属正定府怀鹿县。相传该寺建于汉武帝元年，初名“引龙寺”，北魏熙平二年更名为“真像寺”。寺内有碑，记载该寺建于唐朝显庆元年，“有张元帅者建佛殿三楹，后殿三楹，讲经堂五楹并左右两廊。”
2009年5月26日，南简良村在本寺恢复重建过程中，在寺院遗址中发现了佛像残件四件，据专家从风格等方面判断为北齐佛像，以此证明该寺至少建于北齐之前。从佛像雕刻精美及残留大小看，当时的寺院是一座大型寺院。佛像留有历史上修补的痕迹，当为北齐之后毁佛运动造成。该寺历代均有修缮，唐朝显庆元年应为一次较大规模的重建。
简良村在明朝嘉靖年间遭水灾，简良村从此一分为三，分别为东简良村、西简良村、南简良村。据清代《怀鹿县志》记载，真像寺庙会为怀鹿县知名庙会，俗称“三简良庙会”，在河北、山西、北京、天津都有知名度。每次庙会场面壮观，并形成规模很大的物资交流市场。中华民国时期，正太铁路在庙会举办时，会为庙会加开一趟火车。
真像寺在中华人民共和国成立前即已衰败，钟鼓楼已毁灭，大雄宝殿被改建为炮楼。中华人民共和国成立后，真像寺的后殿在响应“改寺兴学”的过程中被改为学校。后来历经文化大革命，真像寺建筑荡然无存。
2000年代末，该寺恢复重建，并成为具备僧团的佛教活动场所。2011年7月6日，真像寺举行了真像寺落成暨佛像开光法会，真像寺住持为泓彻法师。

## 建筑
真像寺在中华人民共和国成立前占地四十余亩，殿宇五重，偏殿两座，周围有土墙围绕。主要殿宇分别为天王殿三间，大雄宝殿五间，观音殿三间，金刚殿三间，法堂五间。大雄宝殿左右两侧有伽蓝殿。祖师殿，天王殿左右两侧有钟楼、鼓楼。据说，过去在正定隆兴寺大雄宝殿的楼阁上，可以看见20多里外的真像寺大雄宝殿。